# 은파산체육단
은파산체육단 (銀波山體育團)은 조선민주주의인민공화국 1부 리그의 축구 클럽이다.

## 역대 감독
| 감독   | 임기 |
| ------ | ---- |
| 문기남 | 불명 |